# Lactuca mwinilungensis
Lactuca mwinilungensis là một loài thực vật có hoa trong họ Cúc. Loài này được G.V.Pope mô tả khoa học đầu tiên năm 1984.